# Omar Treviño Morales
 Omar Treviño Morales (Nuevo Laredo, Tamaulipas, 26 de enero de 1974) es un exnarcotraficante 
y  terrorista mexicano. Fue el penúltimo líder de la organización criminal terrorista mexicana conocida como Los Zetas. 
Es hermano del narcotraficante Miguel Treviño Morales. Las autoridades creen que fue el sucesor de su hermano, que fue detenido el 15 de julio de 2013 y extraditado a Estados Unidos el 27 de febrero de 2025. 

## Heredero
Omar Treviño Morales es presuntamente el padre de un joven de 14 años cuál heredará el liderazgo del cartel de los Z el hijo Luis Daniel Morales Saldivar vive en el estádo de México y lidera un cartel de tráfico y droga en un su pueblo principal Aculco de espinoza 
A esto se suma que ofrecen 5 millones de pesos por la captura del hijo de omar Treviño Morales pero aún no lo pueden atrapar .

## Líder de los Zetas
El 15 de julio de 2013, su antecesor Miguel Treviño Morales, mediante un operativo conjunto de la Marina mexicana y el Ejército Mexicano fue capturado en Nuevo Laredo, mientras conducía una camioneta en donde le fueron encontradas 8 armas de alto calibre y USD$20 millones, por lo que el mando paso directamente a manos de Omar ante la negativa de otros comandantes de la organización.

## Detención
Fue detenido en la madrugada del 4 de marzo de 2015, en el municipio de San Pedro Garza García al filo, en una acción conjunta de fuerzas federales, ejército y de la Policía Federal, de México. La detención se produce cinco días después de la captura de Servando Gómez Martínez, alias "La Tuta", el líder del cártel de Los Caballeros Templarios. La recompensa por información era por parte del Gobierno mexicano de 30 millones de pesos y de la DEA 5 millones de dólares. El 21 de julio de 2019 fue sentenciado a 18 años de prisión por un juez federal de México.